# 埃居宗-尚托姆
埃居宗-尚托姆（法語：Éguzon-Chantôme，法語發音：[eɡyzɔ̃ ʃɑ̃tom]）是法国安德尔省的一个市镇，位于该省南部，属于拉沙特尔区。该市镇于1974年由原市镇埃居宗（Éguzon）和尚托姆（Chantôme）合并而成。埃居宗-尚托姆因其境内的埃居宗水库而闻名。

## 地理
埃居宗-尚托姆（46°26'32"N, 1°34'57"E）面积36.44 平方千米，位于法国中央-卢瓦尔河谷大区安德尔省，该省份为法国中部省份，北起卢瓦-谢尔省，西北接安德尔-卢瓦尔省，西南接维埃纳省，南至克勒兹省和上维埃纳省，东临谢尔省。
与埃居宗-尚托姆接壤的市镇（或旧市镇、城区）包括：克罗藏、圣塞巴斯蒂安、巴赖兹、巴宰日、屈济永、帕尔纳克、圣普朗泰尔。
埃居宗-尚托姆的时区为UTC+01:00、UTC+02:00（夏令时）。

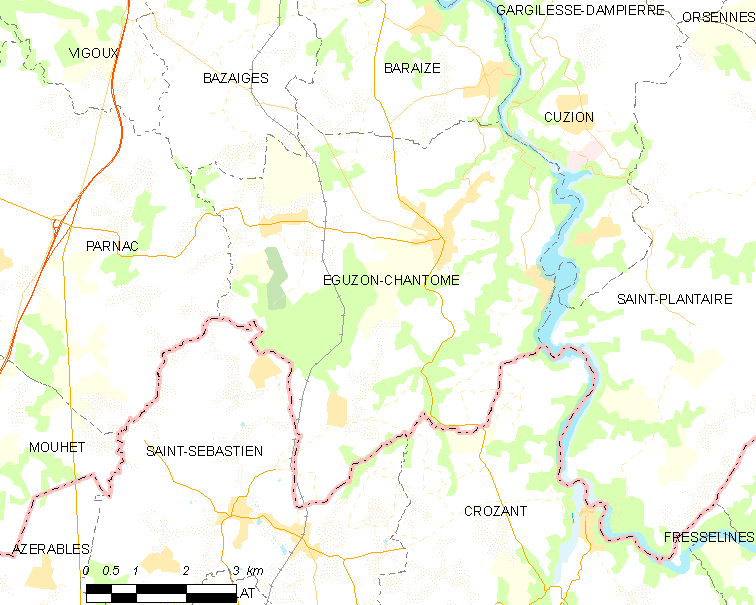
埃居宗-尚托姆的OSM定位图

## 行政
埃居宗-尚托姆的邮政编码为36270，INSEE市镇编码为36070。

## 政治
埃居宗-尚托姆所属的省级选区为克勒兹河畔阿让通县。

## 人口

1962-2008年间埃居宗-尚托姆人口变化图示

埃居宗-尚托姆于2022年1月1日时的人口数量为1314人。